# Rudolf Schemainda
Rudolf Schemainda (* 23. September 1921 in Breslau, Provinz Niederschlesien; † 18. April 1987 in Rostock) war ein deutscher Geograph und Meeresforscher.

## Leben
Er wuchs als Sohn des Buchhalters bzw. Rendanten Paul Schemainda und dessen Ehefrau Elisabeth, geborene Habich, in Schlesien auf.

### Kindheit und Jugend
In Neumarkt besuchte er ab dem 12. Lebensjahr die Oberschule für Jungen und wohnte bei seinen Eltern in Rauße. Im Jahre 1941 wurde er zur damaligen Kriegsmarine eingezogen und er diente als Matrose bei kleineren Kriegsschiffseinheiten vor allem im Mittelmeer.
Im Mai 1945 geriet er kurzzeitig in amerikanische Kriegsgefangenschaft und wurde im Juli desselben Jahres entlassen. In Eutin und in Westerstede verdiente er sich vorübergehend den Lebensunterhalt in der Land- und Holzwirtschaft.
Nach Übersiedlung aus Westdeutschland nach Sachsen in der SBZ zu seinen dorthin aus Rauße umgesiedelten bzw. vertriebenen Eltern konnte er 1947 an der nach dem Kriege wiedereröffneten Oberschule in Stollberg das zum beabsichtigten Studium erforderliche Abitur nachholen.

### Studium
Ab dem Herbstsemester 1947 studierte er Geographie und Pädagogik an der Universität Halle. Zu seinen Hochschullehrern gehörten u. a. der Erziehungswissenschaftler Hans Ahrbeck, der Geologe Hans Gallwitz und der Geograph Otto Schlüter.
Das Studium an der Martin-Luther-Universität Halle-Wittenberg beendete er im Februar 1951 mit einem Examen. In seiner Abschlussarbeit befasste er sich mit den didaktischen Grundsätzen des Johann Amos Comenius und ihrer Gegenwartsbedeutung. Er ging nicht in den Grundschuldienst, sondern wurde Dozent für Geographie an der Arbeiter- und Bauernfakultät in Halle (Saale). Bis 1953 übte er diesen pädagogischen Beruf aus.

### Doktorarbeit
Zudem wurde er 1952 Doktorand, zunächst extern und ab 1953 mit dem Status „planmäßiger Aspirant“ im Fach „Physische Geographie/Meerskunde“. Die Betreuung der wissenschaftlichen Arbeit übernahm der damals an der MLU kommissarisch tätige Institutsdirektor Ernst Neef, ein Leipziger Geographie-Professor und zugleich Direktor des Geographischen Instituts der dortigen Universität.
In der Inaugural-Dissertation behandelte Schemainda Die hydrographischen Veränderungen im Bornholmtief durch den großen Salzwassereinbruch im Dezember 1951. Professor Neef war 1. Referent der wissenschaftlichen Arbeit und der 2. Referent sein Kollege Otto Schlüter. Die Promotion fand am 28. September 1955 in Halle (Saale) statt.
Bereits im Sommer 1952 beteiligte sich Schemainda ehrenamtlich an ozeanographischen Untersuchungen in der Ostsee. Auf einem ehemaligen vor Sassnitz im Zweiten Weltkrieg gesunkenen und nach Kriegsende wieder geborgenen 24 Meter langen Fischkutter mit dem Schiffsnamen „Gadus“ nahm er 1955 mit seinem jüngeren Bruder an einer längeren Fischereiforschungsfahrt „rund um Bornholm, durch das Arkonabecken bis nach Warnemünde und danach rund um Rügen“ teil.

### Berufliche Neuorientierung
Von 1955 bis 1961 war Schemainda in der Abteilung Fischereibiologie des Instituts für Hochseefischerei und Fischverarbeitung (IfH) in Rostock-Marienehe tätig. Er leitete dort das ozeanographische Labor und war Leiter einer Arbeitsgruppe für Ozeanographie.

### Leiter von Forschungsreisen (Auswahl)
Im Jahre 1961 wechselte Schemainda die Arbeitsstelle und arbeitete 26 Jahre lang im Institut für Meereskunde Warnemünde (IfM), das zur Berliner Akademie der Wissenschaften gehörte. Wegen seiner praktischen Erfahrungen in der Fischereiforschung wurde er im März 1961 mit der Vorbereitung und Leitung einer meereskundlichen Terminfahrt in der Ostsee zwischen dem Fehmarnbelt und Arkona-Becken auf dem Forschungsschiff Professor Albrecht Penck der damaligen Deutschen Akademie der Wissenschaften zu Berlin (DAW) betraut.
Im Jahre 1962 konnte Schemainda zusammen mit dem Meteorologen Hans-Jürgen Brosin und einem weiteren Meeresforscher vom Institut für Meereskunde, Warnemünde, an Bord des sowjetischen Forschungsschiffes Michail Lomonossow – auf der Rostocker Neptunwerft 1957 gebaut – in den atlantischen Äquatorialgewässern nahe der südamerikanischen Küste an meereskundlichen Untersuchungen teilnehmen.
Eine weitere Expedition in den tropischen Atlantik leitete er im Jahre 1964 auf dem FS Professor Albrecht Penck. Der Forschungsauftrag umfasste vor allem die Untersuchung der äquatorialen Strömungen im Golf von Guinea.
Im Jahre 1970 wurde er Expeditionsleiter einer fünfmonatigen Forschungsreise von elf Mitarbeitenden des Instituts für Meereskunde in Warnemünde, des Instituts für Hochseefischerei und Fischverarbeitung und Biologen der Universität Rostock der ersten Atlantik-Expedition des Warnemünder Meereskunde-Instituts mit dem 63 m langen und 1321 t großen Forschungsschiff A. v. Humboldt in den östlichen Zentralatlantik und das Kaltwasser-Auftriebsgebiet vor Nordwestafrika.

### Stellvertretender IfM-Direktor
Institutsdirektor Erich Bruns schlug Ende 1965 – in Abstimmung  mit seinem designierten Nachfolger  Klaus Voigt – der übergeordneten zivilen Dienststelle Deutsche Akademie der Wissenschaften zu Berlin (DAW) vor, „den speziell auf See zielbewussten und beseelten Wissenschaftler Dr. Rudolf Schemainda wegen seiner Gründlichkeit, Zuverlässigkeit und größten Umsicht“ zum stellvertretenden Direktor des Instituts für Meereskunde Warnemünde (IfM) zu berufen. Seine Position als stellvertretender Direktor des Instituts für Meereskunde Warnemünde übte Schemainda bis 1974 aus.

### Hobbys
Schemainda spielte Schifferklavier, war sangesfreudig und rezitierte vor allem humoristische Werke, z. B. von Joachim Ringelnatz. Das kam ihm als Leiter von Meeresexpeditionen nicht zuletzt bei der Teilnahme an der Freizeitgestaltung der Wissenschaftler an Bord zugute.
Als ehemaligem Matrosen war ihm der alte, lustige Brauch einer Äquator- bzw. Meertaufe auf Seeschiffen bekannt. Mit der Kopfbedeckung Barett sowie einem weitärmligen Obergewand und einem Kreuz darauf beteiligte er sich an dem Brauch, erstmals Mitreisende auf der Karl Liebknecht in der Nordsee zu „taufen“. Ein zeitgenössisches Foto zeigt ihn, als er – wie ein Pastor mit ausgebreiteten Armen bei einer Segnungshandlung – Akteur dieser „Taufe“ ist.

### Verdienste
Auf Grund einer schweren Herzerkrankung beendete er 1971 die Teilnahme an wissenschaftlichen Untersuchungen an Bord von Forschungsschiffen. In der Folgezeit beschäftigte er sich vor allem mit der wissenschaftlichen Auswertung meereskundlicher Untersuchungen im Atlantik.
Er trat  aus gesundheitlichen Gründen 1980 vorzeitig in den Ruhestand.
Er hat sich besonders um die Erforschung der Kaltwasserauftriebsgebiete vor Nordwest- und Südwestafrika sowie die interdisziplinäre Zusammenarbeit in der Meeresforschung Verdienste erworben.

## Auszeichnung
Er wurde mit der Verdienstmedaille der Seeverkehrswirtschaft im Jahre 1986 ausgezeichnet.

## Familie
Sein Vater Paul gab Schemainda seinen eigenen Rufnamen als zweiten Vornamen zusammen mit den weiteren Namen Urban und Franz. Rudolf Paul Urban Franz Schemainda hatte einen jüngeren Bruder mit dem Rufnamen Joachim. Schemainda heiratete 1951 Irmgard, geborene Meyer (1918–2002). Aus der Ehe gingen vier Töchter und ein Sohn hervor.
Er fand seine letzte Ruhestätte auf dem Neuen Friedhof in Rostock am 27. April 1987.